# Louis Lepic
Louis Lepic (Montpellier, 20 settembre 1765 – Andrésy, 7 gennaio 1827) è stato un generale francese.

## Biografia
Partecipò alle guerre di Vandea e seguì Napoleone Bonaparte nella prima e nella seconda campagna d'Italia. Rimase in Italia dal 1796 al termine del 1805, quando venne nominato colonnello del reggimento dei granatieri a cavallo della Guardia imperiale.
Nell'ambito delle guerre della Quarta coalizione, nel 1806-1807 partecipò alle battaglie di Jena, di Auerstädt e di Eylau. Dopo quest'ultima battaglia fu promosso al grado di generale di brigata Nel 1808 prese parte alla guerra d'indipendenza spagnola e nel 1809 alle guerre della Quinta coalizione. Per il suo contributo alla vittoria nella battaglia di Wagram, Napoleone lo nominò barone del Primo impero.
Nel 1812 partecipò con la Grande Armée alla Campagna di Russia. Il 7 novembre 1812 l'intervento del suo reggimento di cavalleria fu decisivo per respingere l'attacco dei cosacchi del Don, comandati da Matvej Platov, al quartier generale di Napoleone.
Nel febbraio del 1813 venne promosso generale di divisione e prese parte alla campagna di Sassonia della guerra della Sesta coalizione. Dopo il ritorno di Napoleone dall'Elba si schierò ancora con lui nei Cento giorni e partecipò alla battaglia di Waterloo.
Suo figlio Jacques Félix Auguste Lepic è stato un generale del Secondo impero francese.

## Riconoscimenti
- Il nome LEPIC compare nell'Arco di trionfo di Parigi.
- Rue Lepic, una strada del quartiere parigino di Montmartre, è intitolata al suo nome.